# Cmentarz komunalny w Mińsku Mazowieckim
Cmentarz parafialny w Mińsku Mazowieckim – czynny cmentarz grzebalny w Mińsku Mazowieckim położony przy ul. Kościelnej. Na cmentarzu grzebani są rzymscy katolicy, prawosławni, mariawici i inni.
Najstarsze nagrobki na cmentarzu pochodzą z końca XIX wieku i położone są bliżej bramy głównej, która znajduje się od ulicy Kościelnej. W części północnej nekropolii, w dolinie znajduje się Cmentarz Komunalny zarządzany przez PGK, którą otacza duży areał wolnej powierzchni. Od strony zachodniej cmentarz sąsiaduje ze zbiornikiem wodnym sztucznie spiętrzonej rzeki Srebrnej. Na cmentarzu znajduje się symboliczny grób ks. Jerzego Popiełuszki z 1985 (odrestaurowany w 2005), pomnik ku czci poległych i zmarłych członów Ochotniczych Straży Pożarnych postawiony w 1985. W południowo-wschodniej części cmentarza znajdują się kwatery żołnierskie z okresu dwóch wojen światowych, obok wzdłuż bramy przy ul. Przemysłowej znajduje się kwartał przeznaczony dla mariawitów.
Cmentarz parafialny jest otwarty codziennie (brama główna cmentarza w dni powszednie czynna jest od godziny 8:00 do godziny 16:00, a w soboty od godziny 8:00 do 12:00,) a nadzór nad funkcjonowaniem Cmentarza sprawuje Parafia NNMP w Mińsku Mazowieckim.
Zarząd nad częścią Mariawicką sprawuje parafia starokatolicki przy ul. Traugutta.
Zarząd nad cmentarzem komunalnym znajduje się na ul. Tuwima i sprawowany jest przez Z.G.K. w Mińsku Mazowieckim